# Erftstadt
Erftstadt è una città di 49 667 abitanti della Renania Settentrionale-Vestfalia, in Germania.
Appartiene al distretto governativo (Regierungsbezirk) di Colonia ed al circondario (Kreis) del Reno-Erft (targa BM).
Erftstadt si fregia del titolo di "Media città di circondario" (Mittlere kreisangehörige Stadt).

## Geografia fisica
Il nome deriva dal fiume che le percorre: l'Erft. La città, che si trova a sud-ovest di Colonia, ricopre una superficie di 120 km², delle quali 70% sono terreni agricoli e solo 10% sono aree urbane.

## Storia
La città di Erftstadt fu creata il 1º gennaio 1969 dalla fusione della città di Lechenich con i comuni di Bliesheim, Borr, Dirmerzheim, Dorweiler, Erp, Friesheim, Gymnich, Kierdorf, Liblar, Niederberg, Pingsheim e Wissersheim.
Il 1º gennaio 1975 le frazioni di Dorweiler, Pingsheim und Wissersheim furono scorporate da Erftstadt e annesse al comune limitrofo di Nörvenich.

## Suddivisione amministrativa[2]
La città di Erftstadt è divisa in 14 distretti urbani (Stadtbezirk):
- Ahrem
- Blessem / Frauenthal
- Bliesheim
- Borr / Scheuren
- Dirmerzheim
- Erp
- Friesheim
- Gymnich / Mellerhöfe
- Herrig
- Kierdorf
- Köttingen
- Lechenich / Konradsheim
- Liblar
- Niederberg

## Amministrazione

### Gemellaggi
Erftstadt è gemellata con:
- Wokingham, dal 1977
- Viry-Châtillon, dal 1980
- Jelenia Góra, dal 1995
- Ottobrunn
- Balingen
- Nauplia

Erftstadt intrattiene un rapporto di "collaborazione intercomunale" (Interkommunale Zusammenarbeit) con:
- Panketal, dal 1990